# Davis Cup 2010
2010 wurde der Davis Cup zum 99. Mal ausgetragen. 16 Mannschaften spielten in der Weltgruppe um den Titel. Das Finale fand vom 3. bis 5. Dezember in Belgrad statt. Titelverteidiger Spanien schied im Viertelfinale gegen Frankreich aus. Serbien setzte sich im Finale mit 3:2 gegen Frankreich durch und sicherte sich damit seinen ersten Daviscupsieg.

## Teilnehmer

### Weltgruppe
| - Argentinien - Belgien - Chile - Deutschland | - Ecuador - Frankreich - Indien - Israel | - Kroatien - Russland - Schweden - Schweiz | - Serbien - Spanien - Tschechien - USA |

### Kontinentalgruppen

#### Amerikazone
| - Brasilien - Dominikanische Republik | - Kanada | - Kolumbien | - Uruguay |

#### Europa-/Afrikazone
| - Finnland - Italien - Lettland | - Niederlande - Österreich - Polen | - Rumänien - Slowakei - Südafrika | - Ukraine - Belarus |

#### Ozeanien-/Asienzone
| - Australien - Volksrepublik China | - Japan - Kasachstan | - Philippinen - Südkorea | - Taiwan - Usbekistan |

### Relegation
Folgende Mannschaft spielten in der Relegation um die Teilnahme in der Weltgruppe im Davis Cup 2011.
| - Australien - Belgien - Brasilien - Deutschland | - Ecuador - Indien - Israel - Italien | - Kasachstan - Kolumbien - Österreich - Rumänien | - Schweden - Schweiz - Südafrika - USA |

## Das Turnier

### Weltgruppe
|  | 1. Runde 5.–7. März | 1. Runde 5.–7. März   | 1. Runde 5.–7. März   |                       |            | Viertelfinale 9.–11. Juli | Viertelfinale 9.–11. Juli | Viertelfinale 9.–11. Juli |  |  | Halbfinale 17.–19. September | Halbfinale 17.–19. September | Halbfinale 17.–19. September |  |  | Finale 3.–5. Dezember | Finale 3.–5. Dezember | Finale 3.–5. Dezember |
|  |                     |                       |                       |                       |            |                           |                           |                           |  |  |                              |                              |                              |  |  |                       |                       |                       |
|  | Spanien             | Spanien               | 4                     |                       |            |                           |                           |                           |  |  |                              |                              |                              |  |  |                       |                       |                       |
|  | Schweiz             | Schweiz               | 1                     |                       |            |                           |                           |                           |  |  |                              |                              |                              |  |  |                       |                       |                       |
|  | Schweiz             | Schweiz               | 1                     | Spanien               | Spanien    | 0                         |                           |                           |  |  |                              |                              |                              |  |  |                       |                       |                       |
|  |                     |                       |                       | Spanien               | Spanien    | 0                         |                           |                           |  |  |                              |                              |                              |  |  |                       |                       |                       |
|  |                     |                       | Frankreich            | Frankreich            | 5          |                           |                           |                           |  |  |                              |                              |                              |  |  |                       |                       |                       |
|  | Frankreich          | Frankreich            | Frankreich            | Frankreich            | 5          | 4                         |                           |                           |  |  |                              |                              |                              |  |  |                       |                       |                       |
|  | Frankreich          | Frankreich            |                       |                       |            | 4                         |                           |                           |  |  |                              |                              |                              |  |  |                       |                       |                       |
|  | Deutschland         | Deutschland           | 1                     |                       |            |                           |                           |                           |  |  |                              |                              |                              |  |  |                       |                       |                       |
|  | Deutschland         | Deutschland           | 1                     | Frankreich            | Frankreich | 5                         |                           |                           |  |  |                              |                              |                              |  |  |                       |                       |                       |
|  |                     |                       |                       | Frankreich            | Frankreich | 5                         |                           |                           |  |  |                              |                              |                              |  |  |                       |                       |                       |
|  |                     | Argentinien           | Argentinien           | 0                     |            |                           |                           |                           |  |  |                              |                              |                              |  |  |                       |                       |                       |
|  | Russland            | Argentinien           | Argentinien           | 0                     | Russland   | 3                         |                           |                           |  |  |                              |                              |                              |  |  |                       |                       |                       |
|  | Russland            |                       |                       |                       | Russland   | 3                         |                           |                           |  |  |                              |                              |                              |  |  |                       |                       |                       |
|  | Indien              | Indien                | 2                     |                       |            |                           |                           |                           |  |  |                              |                              |                              |  |  |                       |                       |                       |
|  | Indien              | Indien                | 2                     | Russland              | Russland   | 2                         |                           |                           |  |  |                              |                              |                              |  |  |                       |                       |                       |
|  |                     |                       |                       | Russland              | Russland   | 2                         |                           |                           |  |  |                              |                              |                              |  |  |                       |                       |                       |
|  |                     |                       | Argentinien           | Argentinien           | 3          |                           |                           |                           |  |  |                              |                              |                              |  |  |                       |                       |                       |
|  | Schweden            | Schweden              | Argentinien           | Argentinien           | 3          | 2                         |                           |                           |  |  |                              |                              |                              |  |  |                       |                       |                       |
|  | Schweden            | Schweden              |                       |                       |            |                           |                           |                           |  |  |                              |                              |                              |  |  |                       |                       |                       |
|  | Argentinien         | Argentinien           | 3                     |                       |            |                           |                           |                           |  |  |                              |                              |                              |  |  |                       |                       |                       |
|  | Argentinien         | Argentinien           | 3                     | Frankreich            | Frankreich | 2                         |                           |                           |  |  |                              |                              |                              |  |  |                       |                       |                       |
|  |                     |                       |                       |                       |            |                           |                           |                           |  |  |                              |                              |                              |  |  |                       |                       |                       |
|  |                     | Serbien               | Serbien               | 3                     |            |                           |                           |                           |  |  |                              |                              |                              |  |  |                       |                       |                       |
|  | Kroatien            | Serbien               | Serbien               | 3                     | Kroatien   | 5                         |                           |                           |  |  |                              |                              |                              |  |  |                       |                       |                       |
|  | Kroatien            |                       |                       |                       | Kroatien   | 5                         |                           |                           |  |  |                              |                              |                              |  |  |                       |                       |                       |
|  | Ecuador             | Ecuador               | 0                     |                       |            |                           |                           |                           |  |  |                              |                              |                              |  |  |                       |                       |                       |
|  | Ecuador             | Ecuador               | 0                     | Kroatien              | Kroatien   | 1                         |                           |                           |  |  |                              |                              |                              |  |  |                       |                       |                       |
|  |                     |                       |                       | Kroatien              | Kroatien   | 1                         |                           |                           |  |  |                              |                              |                              |  |  |                       |                       |                       |
|  |                     |                       | Serbien               | Serbien               | 4          |                           |                           |                           |  |  |                              |                              |                              |  |  |                       |                       |                       |
|  | Serbien             | Serbien               | Serbien               | Serbien               | 4          | 3                         |                           |                           |  |  |                              |                              |                              |  |  |                       |                       |                       |
|  | Serbien             | Serbien               |                       |                       |            | 3                         |                           |                           |  |  |                              |                              |                              |  |  |                       |                       |                       |
|  | Vereinigte Staaten  | USA                   | 2                     |                       |            |                           |                           |                           |  |  |                              |                              |                              |  |  |                       |                       |                       |
|  | Vereinigte Staaten  | USA                   | 2                     | Serbien               | Serbien    | 3                         |                           |                           |  |  |                              |                              |                              |  |  |                       |                       |                       |
|  |                     |                       |                       | Serbien               | Serbien    | 3                         |                           |                           |  |  |                              |                              |                              |  |  |                       |                       |                       |
|  |                     | Tschechien            | Tschechische Republik | 2                     |            |                           |                           |                           |  |  |                              |                              |                              |  |  |                       |                       |                       |
|  | Chile               | Tschechien            | Tschechische Republik | 2                     | Chile      | 4                         |                           |                           |  |  |                              |                              |                              |  |  |                       |                       |                       |
|  | Chile               |                       |                       |                       |            |                           |                           |                           |  |  |                              |                              |                              |  |  |                       |                       |                       |
|  | Israel              | Israel                | 1                     |                       |            |                           |                           |                           |  |  |                              |                              |                              |  |  |                       |                       |                       |
|  | Israel              | Israel                | 1                     | Chile                 | Chile      | 1                         |                           |                           |  |  |                              |                              |                              |  |  |                       |                       |                       |
|  |                     |                       |                       | Chile                 | Chile      | 1                         |                           |                           |  |  |                              |                              |                              |  |  |                       |                       |                       |
|  |                     |                       | Tschechien            | Tschechische Republik | 4          |                           |                           |                           |  |  |                              |                              |                              |  |  |                       |                       |                       |
|  | Belgien             | Belgien               | Tschechien            | Tschechische Republik | 4          | 1                         |                           |                           |  |  |                              |                              |                              |  |  |                       |                       |                       |
|  | Belgien             | Belgien               |                       |                       |            |                           |                           |                           |  |  |                              |                              |                              |  |  |                       |                       |                       |
|  | Tschechien          | Tschechische Republik | 4                     |                       |            |                           |                           |                           |  |  |                              |                              |                              |  |  |                       |                       |                       |

#### Achtelfinale
| Datum      | Heimmannschaft | Ergebnis | Gastmannschaft     | Ort       |
| ---------- | -------------- | -------- | ------------------ | --------- |
| 5.–7. März | Spanien        | 4:1      | Schweiz            | Logroño   |
| 5.–7. März | Frankreich     | 4:1      | Deutschland        | Toulon    |
| 5.–7. März | Russland       | 3:2      | Indien             | Moskau    |
| 5.–7. März | Schweden       | 2:3      | Argentinien        | Stockholm |
| 5.–7. März | Kroatien       | 5:0      | Ecuador            | Varaždin  |
| 5.–7. März | Serbien        | 3:2      | Vereinigte Staaten | Belgrad   |
| 5.–7. März | Chile          | 4:1      | Israel             | Coquimbo  |
| 5.–7. März | Belgien        | 1:4      | Tschechien         | Bree      |

#### Viertelfinale
| Datum       | Heimmannschaft | Ergebnis | Gastmannschaft | Ort              |
| ----------- | -------------- | -------- | -------------- | ---------------- |
| 9.–11. Juli | Frankreich     | 5:0      | Spanien        | Clermont-Ferrand |
| 9.–11. Juli | Russland       | 2:3      | Argentinien    | Moskau           |
| 9.–11. Juli | Kroatien       | 1:4      | Serbien        | Split            |
| 9.–11. Juli | Chile          | 1:4      | Tschechien     | Coquimbo         |

#### Halbfinale
| Datum             | Heimmannschaft | Ergebnis | Gastmannschaft | Ort     |
| ----------------- | -------------- | -------- | -------------- | ------- |
| 17.–19. September | Frankreich     | 5:0      | Argentinien    | Lyon    |
| 17.–19. September | Serbien        | 3:2      | Tschechien     | Belgrad |

#### Finale
| Serbien                                                                                    | Finale | Frankreich                                                                      |
| ------------------------------------------------------------------------------------------ | --- | ------------------------------------------------------------------------------- |
| Team Novak Đoković Viktor Troicki Janko Tipsarević Nenad Zimonjić Kapitän Bogdan Obradović | Datum: 3. Dezember bis 5. Dezember 2010 Ort: Belgrad-Arena, Belgrad (Serbien) Belag: Hartplatz (Halle) Ball Typ: Head ATP \| Freitag, 3. Dezember 2010 \| \| \| \| Janko Tipsarević \| 1:6, 6:74, 0:6 \| Gaël Monfils \| \| Novak Đoković \| 6:3, 6:1, 7:5 \| Gilles Simon \| \| Samstag, 4. Dezember 2010 \| \| \| \| Viktor Troicki Nenad Zimonjić \| 6:3, 7:63, 4:6, 5:7, 4:6 \| Arnaud Clément Michaël Llodra \| \| Sonntag, 5. Dezember 2010 \| \| \| \| Novak Đoković \| 6:2, 6:2, 6:4 \| Gaël Monfils \| \| Viktor Troicki \| 6:2, 6:2, 6:3 \| Michaël Llodra \| Resultat: 3:2 | Team Gaël Monfils Michaël Llodra Gilles Simon Arnaud Clément Kapitän Guy Forget |
| Freitag, 3. Dezember 2010                                                                  | |                                                                                 |
| Janko Tipsarević                                                                           | 1:6, 6:74, 0:6 | Gaël Monfils                                                                    |
| Novak Đoković                                                                              | 6:3, 6:1, 7:5 | Gilles Simon                                                                    |
| Samstag, 4. Dezember 2010                                                                  | |                                                                                 |
| Viktor Troicki Nenad Zimonjić                                                              | 6:3, 7:63, 4:6, 5:7, 4:6 | Arnaud Clément Michaël Llodra                                                   |
| Sonntag, 5. Dezember 2010                                                                  | |                                                                                 |
| Novak Đoković                                                                              | 6:2, 6:2, 6:4 | Gaël Monfils                                                                    |
| Viktor Troicki                                                                             | 6:2, 6:2, 6:3 | Michaël Llodra                                                                  |

### Amerikazone

#### Erste Runde
| Datum      | Heimmannschaft          | Ergebnis | Gastmannschaft | Spielort      |
| ---------- | ----------------------- | -------- | -------------- | ------------- |
| 5.–7. März | Dominikanische Republik | 1:4      | Uruguay        | Santo Domingo |

#### Zweite Runde
| Datum     | Heimmannschaft | Ergebnis | Gastmannschaft | Spielort |
| --------- | -------------- | -------- | -------------- | -------- |
| 7.–9. Mai | Brasilien      | 5:0      | Uruguay        | Bauru    |
| 5.–7. Mai | Kolumbien      | 4:1      | Kanada         | Bogotá   |

- Brasilien und Kolumbien qualifizierten sich für die Relegation zur Weltgruppe

### Europa-/Afrikazone

#### Erste Runde
| Datum      | Heimmannschaft | Ergebnis | Gastmannschaft | Spielort            |
| ---------- | -------------- | -------- | -------------- | ------------------- |
| 5.–7. März | Italien        | 5:0      | Belarus        | Castellaneta Marina |
| 5.–7. März | Polen          | 2:3      | Finnland       | Sopot               |
| 5.–7. März | Ukraine        | 4:1      | Lettland       | Dnipropetrowsk      |

#### Zweite Runde
| Datum      | Heimmannschaft | Ergebnis | Gastmannschaft | Spielort         |
| ---------- | -------------- | -------- | -------------- | ---------------- |
| 5.–7. März | Österreich     | 3:2      | Slowakei       | Bad Gleichenberg |
| 7.–9. Mai  | Niederlande    | 1:4      | Italien        | Zoetermeer       |
| 7.–9. Mai  | Südafrika      | 5:0      | Finnland       | Pretoria         |
| 7.–9. Mai  | Rumänien       | 3:1      | Ukraine        | Bukarest         |

- Italien, Rumänien, Südafrika und Österreich qualifizierten sich für die Relegation zur Weltgruppe

### Ozeanien-/Asienzone

#### Erste Runde
| Datum      | Heimmannschaft      | Ergebnis | Gastmannschaft | Spielort  |
| ---------- | ------------------- | -------- | -------------- | --------- |
| 5.–7. März | Australien          | 5:0      | Taiwan         | Melbourne |
| 5.–7. März | Japan               | 3:2      | Philippinen    | Osaka     |
| 5.–7. März | Volksrepublik China | 3:2      | Usbekistan     | Guangdong |
| 5.–7. März | Kasachstan          | 5:0      | Südkorea       | Astana    |

#### Zweite Runde
| Datum     | Heimmannschaft      | Ergebnis | Gastmannschaft | Spielort |
| --------- | ------------------- | -------- | -------------- | -------- |
| 7.–9. Mai | Australien          | 5:0      | Japan          | Brisbane |
| 7.–9. Mai | Volksrepublik China | 1:4      | Kasachstan     | Wuhan    |

- Australien und Kasachstan qualifizierten sich für die Relegation zur Weltgruppe

### Relegation
| Datum             | Heimmannschaft | Ergebnis | Gastmannschaft     | Ort       |
| ----------------- | -------------- | -------- | ------------------ | --------- |
| 17.–19. September | Kolumbien      | 1:3      | Vereinigte Staaten | Bogotá    |
| 16.–19. September | Israel         | 2:3      | Österreich         | Tel Aviv  |
| 17.–19. September | Deutschland    | 5:0      | Südafrika          | Stuttgart |
| 17.–19. September | Schweden       | 3:2      | Italien            | Lidköping |
| 17.–19. September | Indien         | 3:2      | Brasilien          | Chennai   |
| 17.–19. September | Australien     | 2:3      | Belgien            | Cairns    |
| 17.–19. September | Kasachstan     | 5:0      | Schweiz            | Astana    |
| 17.–19. September | Rumänien       | 5:0      | Ecuador            | Bukarest  |

- In Israel wurde bereits am 16. September begonnen, da am 18. wegen des Feiertages Jom Kippur nicht gespielt werden sollte
- Aufgestiegen in die Weltgruppe sind Kasachstan (aus Ozeanien/Asien), Rumänien (aus Europa/Afrika) und Österreich (aus Europa/Afrika)
- Abgestiegen aus der Weltgruppe sind Ecuador (nach Amerika), Israel (nach Europa/Afrika) und die Schweiz (nach Europa/Afrika)